# Philautus surdus
Philautus surdus és una espècie de granota que es troba a les Filipines.
Està amenaçada d'extinció per la pèrdua del seu hàbitat natural.